# August von der Heydt
August von der Heydt, född den 15 februari 1801 i Elberfeld, dagens Wuppertal, död den 13 juni 1874 i Berlin, var en tysk friherre (sedan 1863), ursprungligen köpman, preussisk handelsminister 1848-62 samt finansminister 1862 och 1866-69. Bror till Daniel von der Heydt.